# Ben Ruedinger
Ben Ruedinger (ur. 19 listopada 1975 w Wädenswil, w Szwajcarii) – niemiecki aktor i model. 

## Życiorys

### Wczesne lata
Urodził się w Wädenswil w Szwajcarii. Dorastał wraz z młodszym bratem Joe. Jego matka była jednym z założycieli szkoły aktorskiej w Hamburgu. 
W latach 1992–93 uczęszczał do High School w Wirginii w USA, w stanie Minnesota. Naukę kontynuował w latach 1993–94 w szkole handlowej w Hamburgu, gdzie w latach 1997–98 uczył się w szkole teatralnej. Następnie w 1998 rozpoczął studia aktorskie w European Film Actor School w Zurychu. Dorabiał także jako model.

### Kariera
W 1998 debiutował jako Jan w niemieckiej operze mydlanej Marienhof, emitowanej na kanale Das Erste. Od 2 października 2000 do 31 marca 2020 można go było oglądać w roli Tilmanna Weigela w telenoweli RTL Unter Uns (Między nami). 
W serialu kryminalnym ZDF SOKO München (SOKO 5113, 2011) grał amerykańskiego żołnierza. Był kelnerem w filmie Opiekun (Schutzengel, 2012) obok Tila Schweigera, Moritza Bleibtreu i Herberta Knaupa. Wziął udział w filmie dokumentalnym Nie zapomnij o mnie (Vergiss mein nicht, 2013) o cierpiącej na demencję kobiecie w ostatnich latach jej życia.

## Wybrana filmografia

### Seriale TV
- 1998: Marienhof jako Jan
- 2000-2020: Unter Uns (Między nami) jako Tilmann „Till” Weigel (#2)
- 2005: Aniołki z piekła rodem (Wilde Engel) jako Mike Traber
- 2011: SOKO 5113 jako Brian Stefano
- 2015: Kobra – oddział specjalny (Alarm für Cobra 11 - Die Autobahnpolizei) - odc. Stracone życie (Gestohlenes Leben) jako Kilian Kramer
- 2015: Wilsberg jako policjant patrolujący ulice
- 2017: Sprawa dla dwóch (Ein Fall für zwei) jako Moritz Sturm
- 2017: Bad Cop: Kriminell gut jako Simon Freese
- 2018: Kobra – oddział specjalny (Alarm für Cobra 11 - Die Autobahnpolizei) - odc. Weiberfastnacht jako Frank Schulz
- 2019: Inga Lindström: Rodzinne święto w Sommerby (Inga Lindström: Familienfest in Sommerby) jako Lasse
- 2021: Diagnoza Betty (Bettys Diagnose) jako Tim Berger

### Filmy fabularne
- 2008: Most (Die Brücke) jako Isherwood
- 2010: Teufelskicker jako Parkour Mitarbeiter
- 2012: Opiekun (Schutzengel) jako kelner
- 2013: Im weißen Rössl - Wehe Du singst! jako Nobbe
- 2014: To nie mój dzień (Nicht mein Tag) jako Uwe